# زخرفات الثلج
زخرفات الثلج (الاسم العلمي:Chionographideae) هي قبيلة من النباتات تتبع الفصيلة الملانطيونية من رتبة الزنبقيات.

## الأجناس
- زخرفة الثلج
- زنبق الأرض